# Helius (Helius) cacoxenus
Helius (Helius) cacoxenus is een tweevleugelige uit de familie steltmuggen (Limoniidae). De soort komt voor in het Afrotropisch gebied.